# Penitencjarz
Penitencjariusz, penitencjarz (z języka łacińskiego poenitentiarius = pokutujący) – w Kościele katolickim duchowny upoważniony do udzielania rozgrzeszenia w wypadkach popełnienia najcięższych grzechów, których rozgrzeszenie podlega bezpośrednio papieżowi lub biskupowi.

Kanonik penitencjarz, tak kościoła katedralnego, jak i kościoła kolegiackiego, ma z racji urzędu władzę zwyczajną, której jednak nie może innym delegować, rozgrzeszania w zakresie sakramentalnym od cenzur wiążących mocą samego prawa, ale nie zdeklarowanych i nie zastrzeżonych Stolicy Apostolskiej. Na terenie diecezji może rozgrzeszać także obcych, a diecezjan również poza diecezją.